# درگیری آسکران

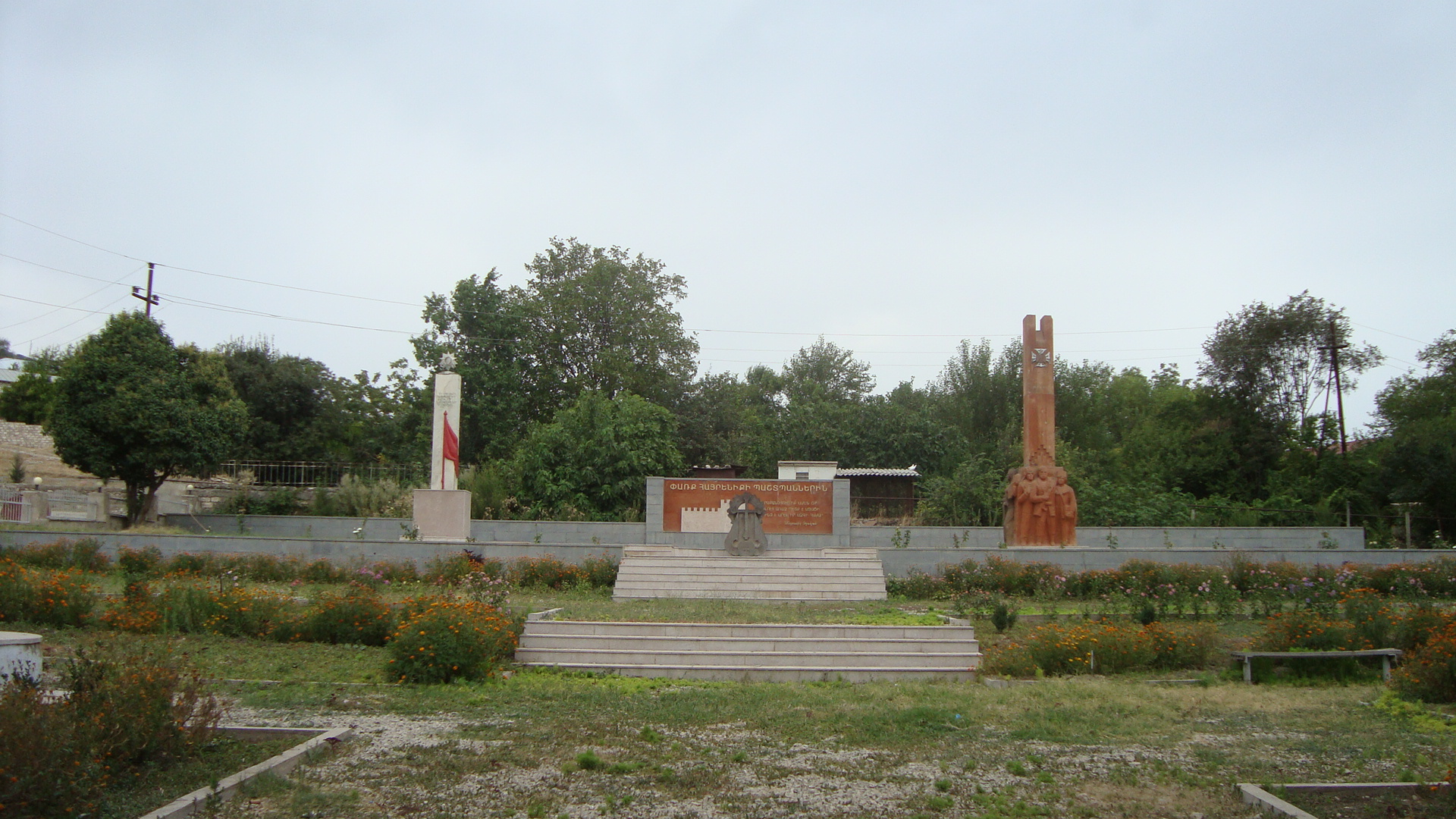
نمایی از بنای یادبودی به افتخار آزادگان این نبرد، در شهر اسکران - ۲۰۱۰

درگیری آسکران که در ۲۲–۲۳ فوریه ۱۹۸۸ در شهر آسکران رخ داده بود، یکی از دلایل شروع درگیری‌ها بین ارمنی‌ها و آذری‌ها بود. این درگیری جرقه‌ای برای آغاز جنگ قره‌باغ و کشتار سومقاییت بود.
در۲۲ فوریه دو روز بعد از درخواست شورای ملی قره‌باغ به انتقال قره‌باغ کوهستانی به ارمنستان٬یک جمعیت آذربایجانی مقر محلی حزب کمونیست را احاطه کردند. سپس هزاران نفر به سمت قره‌باغ کوهستانی راه پیمایی کردند. مقامات هم تقریباً یک هزار پلیس را اعزام کردند. نتیجهٔ این درگیری مرگ دو آذری، و زخمی شدن پنجاه روستایی ارمنی و تعداد نامعلومی پلیس بود.
این درگیری موجب کشتار سومقاییت در شهرستان سومقاییت شد.